# Склейтер, Филип
Филип Латли Склейтер (Склетер, также Склэтер англ. Philip Lutley Sclater; 4 ноября 1829, Хэмпшир — 27 июня 1913) — британский адвокат и зоолог. В 1864 году выдвинул гипотезу о Лемурии.

## Жизнь и деятельность
Склейтер посещал пользующуюся хорошей репутацией частную школу Winchester College, учился в колледже Крайст-Чёрч Оксфордского университета. Там он изучал орнитологию у Хью Эдвина Стрикленда.
В декабре 1857 года он был первым учёным, который в представленном Лондонскому Линнеевскому обществу докладе указал на существование биогеографической разграничительной линии между азиатской и австралийской флорой и фауной в области Индонезийского архипелага. Эта линия была позднее названа линией Уоллеса в честь натуралиста Альфреда Рассела Уоллеса, который сформировал общепринятую теорию.
В 1858 году Склейтер опубликовал статью в журнале «Proceedings of the Linnean Society». Он составил 6 зоологических регионов, которые он назвал палеарктический, эфиопский, индийский, австралийский, неарктический и неотропический. Эти зоологические регионы всё ещё действительны, хотя и уточнены Альфредом Расселом Уоллесом.
Он был учредителем и издателем журнала «Ибис» Британского союза орнитологов. С 1860 по 1903 годы он был секретарём Зоологического общества Лондона.
К самым важным работам Склейтера принадлежат «Экзотическая орнитология» (Exotic Ornithology) (1866—1869) и «Nomenclator Avium» (1873), обе написаны совместно с Осбертом Сэльвином, «Аргентинская орнитология» (Argentine Ornithology) (1888—1889) совместно с Уильямом Генри Хадсоном и «Книга антилоп» (The Book of Antelopes) (1894—1900) совместно с Олдфилдом Томасом.
Несколько видов животных названы в честь Филипа Склейтера (в видовом названии присутствует sclateri или sclateriana), напр., большой хохлатый пингвин (Eudyptes sclateri), чёрный лемур Склейтера (Eulemur flavifrons), темноклювый воробьиный попугайчик (Forpus sclateri), эквадорский чёрный кассик (Cacicus sclateri), мексиканская гаичка (Poecile sclateri), Doliornis sclateri и монал Склейтера (Lophophorus sclateri), дятловый попугайчик Склэтера (Micropsitta pusio).